# Transgender man

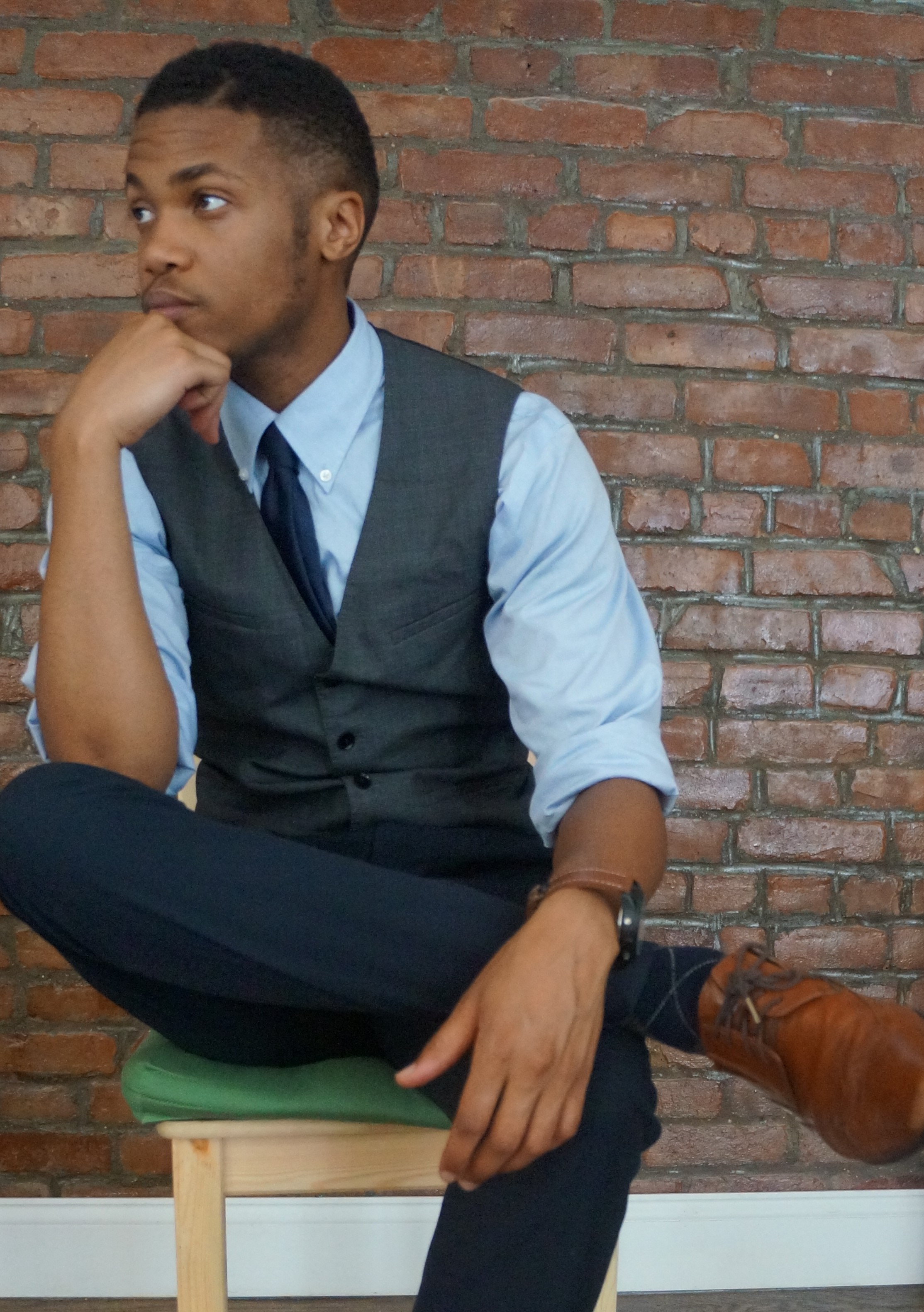
Kye Allums, een transgender pleitbezorger

Een transgender man (vaak ingekort tot trans man of transman) is iemand wiens genderidentiteit man is en die bij geboorte is aangeduid als behorende tot het vrouwelijk geslacht. Transmasculien is min of meer het bijbehorende bijvoeglijk naamwoord, maar is minder zwart-wit.
Vaak kiezen trans personen voor een gehele of gedeeltelijke medische geslachtsverandering. Op die manier kunnen zij hun voorkomen gelijktrekken aan hun genderidentiteit en eventuele genderdysforie verlichten, dan wel opheffen. 

## Gezondheid
Een belangrijk onderdeel van de medische transitie voor trans mannen is testosteronhormoonvervangingstherapie⁣, die de ontwikkeling van mannelijke secundaire geslachtskenmerken veroorzaakt (haargroei, lagere stem, enz.). In veel studies wordt gesteld dat dit, samen met een geslachtsaanpassende operatie, de genderdysforie van de persoon kan verlichten.
Trans mannen hebben een kortere levensverwachting vergeleken met mannen en vrouwen die niet transgender zijn Het overlijdensrisico van een groep transgender mannen die tussen 1990 en 2000 met een hormoonbehandeling begonnen was 2,6 maal hoger waren dan cis vrouwen. Het sterfterisico voor transgender mannen was tussen 2000-2010 2,1 keer hoger vergeleken met cis vrouwen en tussen 2010-2018 2,4 keer hoger.

### Hart- en vaatziekte door langdurig hormoongebruik
Uit onderzoek blijkt dat trans mannen die langdurig met testosteron werd behandeld, een hogere verouderingsgerelateerde aortaverstijving hadden dan de controlegroepen. Deze bevindingen geven aan dat de stijfheid van de aorta kan worden versneld in de groep die een geslachtsbevestigende hormoonbehandeling krijgt, en suggereert een potentieel schadelijk effect van testosteron op de arteriële functie. Preventieve maatregelen bij patiënten die een testosteronbehandeling ondergaan en die een hoger risico lopen op cardiovasculaire voorvallen, worden sterk aanbevolen. Ook is er een verhoogde kans op polycythemie.

### Vruchtbaarheid
Aan het begin van de transitie wordt overwogen of de persoon in kwestie een kinderwens heeft, en welke maatregelen daarvoor genomen kunnen worden, om de kans op biologische kinderen te behouden. Daarvoor zijn verschillende mogelijkheden: 
- interne geslachtsorganen behouden (baarmoeder, eierstokken en vagina)
- eicellen of embryo’s invriezen
- eierstokweefsel invriezen.

In het eerste geval kan een trans man een zwangerschap voldragen. Dan moet wel tijdelijk de hormoonbehandeling met testosteron gestaakt worden, waardoor de menstruatie en cyclus weer op gang komt. In 2023 laat circa een kwart van de trans mannen hun baarmoeder verwijderen en komen zwangere trans mannen voor.
Vooralsnog is het voor zwangere trans mannen in Nederland niet mogelijk om zwangerschapsverlof te krijgen. Hoewel het volgens de wet wel mogelijk zou moeten zijn, weigert het automatiseringssysteem van UWV om een zwangerschapsuitkering te verlenen aan iemand die niet als vrouw staat geregistreerd in de Basisregistratie Personen.

## Discriminatie
Trans mannen worden op veel terreinen van het leven ernstig gediscrimineerd, onder meer op het gebied van werkgelegenheid en toegang tot huisvesting, en worden geconfronteerd met fysiek en seksueel geweld en haatmisdrijven.